# Elephantomyia satura
Elephantomyia satura är en tvåvingeart som beskrevs av Alexander 1956. Elephantomyia satura ingår i släktet Elephantomyia och familjen småharkrankar. Inga underarter finns listade i Catalogue of Life.